# Eucorydia purpuralis
Eucorydia purpuralis är en kackerlacksart som först beskrevs av Kirby, W. F. 1903.  Eucorydia purpuralis ingår i släktet Eucorydia och familjen Polyphagidae. Inga underarter finns listade i Catalogue of Life.